# Nappe de l'Albien
Pour l’article homonyme, voir Nappe de l'Albien du bassin de Paris.

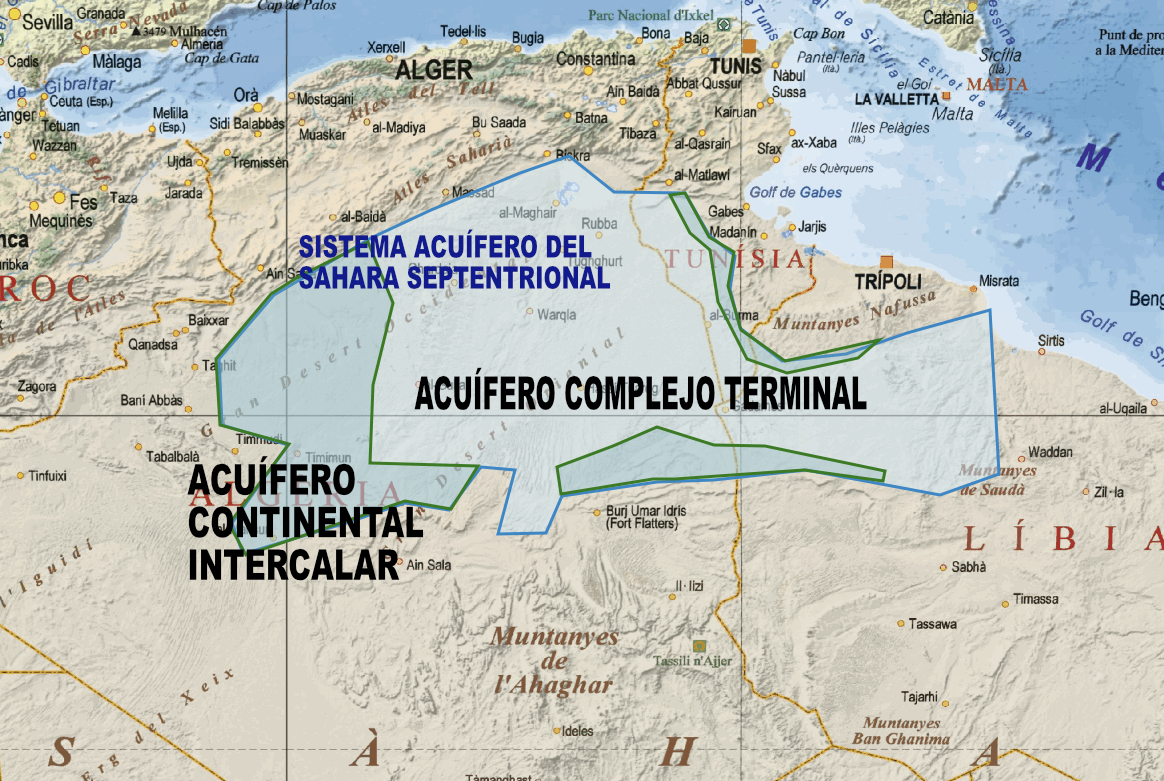
Système aquifère du Sahara septentrional.

La nappe de l'Albien est la plus grande nappe d'eau souterraine au monde. Elle est à cheval sur trois pays, l'Algérie, la Libye et la Tunisie. 70 % de la nappe se trouve en territoire algérien au sud-est du pays.

## Description
La nappe de l'Albien se trouve en grande partie dans le Sahara algérien, elle est composée en grande majorité d'eau saumâtre, donc impropre à la consommation humaine sans dessalement,. Elle contient plus de 50 000 milliards de mètres cubes d'eau, l'équivalent de 50 000 fois le barrage de Beni Haroun qui se trouve à l'est du pays et qui alimente six wilayas limitrophes. Cette eau est le résultat de l'accumulation qui s'est effectuée au cours des périodes humides qui se sont succédé depuis 1 million d'années.      
La nappe s’étend dans une zone presque deux fois plus grande que la France, entre la Libye, la Tunisie et majoritairement l'Algérie. La répartition territoriale est estimée à pour l'Algérie : 70 %, pour la Libye : 20 % et enfin pour la Tunisie : 10 %.
En avril 2005, dans le cadre d'un projet de l'Observatoire du Sahara et du Sahel (OSS), l'Algérie, la Tunisie et la Libye mettent en place un mécanisme de gestion concertée de leurs ressources en eaux profondes dont la nappe fait partie. Un accord fut conclu entre les trois pays pour mettre en place une gestion équitable et raisonnable de cette nappe, dont le suivi est confié à l'observatoire du Sahel et du Sahara.

## Polémique autour de l'extraction future de gaz de schiste
La décision prise par le gouvernement algérien en faveur de l’exploration du gaz non conventionnel dont le gaz de schiste fait craindre aux détracteurs de ce projet une accélération de l’épuisement des réserves d'eau contenues dans la nappe de l'Albien. Un processus qui serait, selon eux, la conséquence des besoins importants en eau que nécessite le processus d’extraction du gaz. Il existe également selon ces derniers, un risque de pollution important aux conséquences graves pour notamment la population dépendante de la nappe, à la suite des rejets en produits chimiques, résultat de la fracturation hydraulique utilisée pour le processus.